# Imagine Demain le monde
 (juillet 2012).
Si vous disposez d'ouvrages ou d'articles de référence ou si vous connaissez des sites web de qualité traitant du thème abordé ici, merci de compléter l'article en donnant les références utiles à sa vérifiabilité et en les liant à la section « Notes et références ».
 (mai 2023).
Imagine Demain le monde est un trimestriel belge francophone qui traite de sujets liés à l'écologie, aux questions de société et aux relations Nord-Sud.

## Historique
Imagine Demain le monde paraît six fois par an (bimestriel). Il s’inscrit dans le courant « slow press » et porte un regard libre et non-conformiste sur le monde d’aujourd’hui et de demain. Il propose une information à la fois innovante et critique, qui explore les voies d’un autre modèle de développement et cherche des alternatives positives pour répondre aux grandes questions de société.
Ce magazine est un objet graphique (120 pages, dos collé, format 23 x 28 cm) et un éco-magazine imprimé avec des encres écologiques, sans solvants chlorés, sur du papier 100 % recyclé. Il est tiré à sept mille exemplaires et est diffusé dans environ quatre cents points de vente en Wallonie et à Bruxelles (librairies, magasins bio, etc.).
Fondé en 1996 avec l’appui financier d’Ecolo, Imagine Demain le monde est indépendant de tout groupe de presse ou parti politique depuis 2002. Il est géré par l’équipe qui le réalise. Celle-ci est composée de cinq salariés (quatre journalistes professionnels, une responsable administrative et financière), d’un graphiste indépendant, d’un correcteur et de plusieurs dizaines de collaborateurs réguliers ou ponctuels (journalistes, photographes, illustrateurs, etc.). Le siège social de l’ASBL et la rédaction sont installés à Liège. 
Ce magazine est essentiellement financé par ses lecteurs, grâce aux abonnements et à la vente au numéro. Depuis 2005, il est également soutenu par le Centre national de coopération au développement (CNCD-11.11.11.). Il bénéficie également d’une aide à la presse périodique et d’opinion octroyée par la Fédération Wallonie-Bruxelles. Et accueille, dans chaque numéro, des annonces publicitaires en nombre limité et en cohérence avec le projet éditorial (des produits ou services éthiques, durables, écologiques).